# Jean-Claude Dreyfus (biologiste)
Pour les articles homonymes, voir Dreyfus.
Jean-Claude Dreyfus, né le 4 janvier 1916 à Rouen, et mort le 10 mai 1995 à Paris, est un biochimiste et généticien français. Il est avec Georges Schapira, le cofondateur de l’école française de génétique moléculaire. Il s’est notamment consacré aux maladies génétiques de l’enfant, associées à des troubles musculaires et à des anomalies du métabolisme.

## Biographie
Jean-Claude Dreyfus est né le 4 janvier 1916 à Rouen. Il fait ses études secondaires au lycée Corneille à Rouen et au lycée Carnot à Paris, et ses études supérieures aux facultés de médecine et des sciences de Paris.
Jean-Claude Dreyfus est nommé interne des hôpitaux de Paris en 1938, juste avant un service militaire qui se termine par la démobilisation, en août 1940.
En 1942, il est renvoyé de l'internat des hôpitaux de Paris par décret de l'État français. Les lois raciales de Vichy l’amènent à se réfugier à Lyon, en novembre 1942, où il est accueilli, avec Georges Schapira, dans le laboratoire du professeur Gabriel Florence. Jean-Claude Dreyfus est arrêté le 28 décembre 1943 à Annecy et déporté à Buchenwald, puis à Dora. Il sera libéré par les Anglais en avril 1945, après avoir été transféré au camp de Bergen Belsen.
Il revient à Paris en mai 1945. En 1948, il épouse Colette Brisac, elle aussi médecin et ancienne interne des hôpitaux de Paris, qui prend son nom en lui accolant son nom de naissance.
Jean-Claude Dreyfus meurt subitement à Paris dans la matinée du 10 mai 1995.

## Éducation et carrière
Reçu premier au concours de l’externat des hôpitaux de Paris en 1936, Jean-Claude Dreyfus est nommé interne des hôpitaux de Paris en 1938, juste avant un service militaire qui se termine par la démobilisation, en août 1940. À partir de 1941, Il mène de front ses fonctions d’interne avec une licence de sciences.
Déporté à Buchenwald puis à Dora sous un nom d'emprunt après son arrestation à Paris en décembre 1943, il en revient en mai 1945.
Durant l’année 1953, Jean-Claude Dreyfus travaille à l'université de Saint-Louis, Missouri (États-Unis), dans le laboratoire de Carl et Gerty Cori, qui avaient reçu le prix Nobel de médecine en 1947 pour leur découverte du processus de conversion catalytique du glycogène.
Jean-Claude Dreyfus est nommé professeur agrégé de biochimie médicale en 1953.
Il fonde, avec Fanny et Georges Schapira, d'abord dans une salle d'opérations désaffectée, puis grâce à Robert Debré, dans les sous-sols de la clinique médicale infantile, le premier laboratoire de médecine moléculaire (en) en France, vers 1958. Le laboratoire de Georges Schapira et Jean-Claude Dreyfus devient, en 1960, l’unité de recherche 15 de l’INH “Biochimie médicale”, puis en 1964, l’unité 15 de l’Inserm “Pathologie moléculaire” à l’hôpital Cochin à Paris.
Il est nommé professeur à la faculté de médecine Cochin-Port Royal en 1964.
En 1968, l'Institut de pathologie moléculaire, fondé grâce au soutien de Robert Debré et de Jacques Monod, prend place dans les nouveaux locaux universitaires de la faculté de médecine Cochin Port-Royal, regroupant l’unité 15 de l’Inserm et le laboratoire 85 du CNRS. Le développement de l'Institut justifie, en 1974, sa division en trois unités de l'Inserm. Jean-Claude Dreyfus prend alors la direction de l’unité Inserm 129 “Enzymologie pathologique” jusqu'à sa retraite, en 1984, date à laquelle Axel Kahn prend sa succession.

## Apports scientifiques
Les premiers travaux de Jean-Claude Dreyfus, menés en collaboration avec Georges et Fanny Schapira, portent sur le métabolisme du fer et sur les maladies musculaires, myopathies et atrophies neurogènes. Ses travaux sur l'hémochromatose (maladie provoquant l’accumulation de fer dans l’organisme) permettent de préciser la transmission héréditaire de cette affection et de développer de nouveaux tests diagnostiques. Il étudie également la biosynthèse de l'hémoglobine avec Jacques Kruh et fait d'importantes observations sur les maladies moléculaires de l'hémoglobine (sujet qui sera poursuivi par Dominique Labie et Jean Rosa).
Jean-Claude Dreyfus et ses collaborateurs découvrent les résurgences d'iso-enzymes fœtales dans le cancer, progrès considérable qui attire, pour la première fois, l'attention sur les relations entre le programme génétique de différenciation et la cancérisation. Bien plus tard, ce type d'analyse sera appliqué à l'étude du vieillissement.
L'essentiel de l'œuvre scientifique de Jean-Claude Dreyfus est consacré aux maladies enzymatiques héréditaires. Son activité dans ce domaine recouvre les glycogénoses, les maladies lysosomales, les déficits enzymatiques érythrocytaires et, avec Fanny Schapira, les affections du métabolisme du fructose et du galactose. Avec Georges et Fanny Schapira, il introduit, en France, une grande partie des techniques enzymatiques utilisées en biochimie clinique et créé, en 1973, le premier laboratoire français de détection prénatale des maladies métaboliques, aidé en cela par Joëlle et André Boué et par Yves Dumez, pionnier des techniques de prélèvement de tissu fœtoplacentaire en France.
Sur le plan théorique, Jean-Claude Dreyfus analyse, dès 1968, les conditions de l'application aux maladies génétiques humaines des concepts de la génétique bactérienne définis en 1961 par François Jacob et Jacques Monod.
Jean-Claude Dreyfus est l’un des fondateurs, en 1985, et le rédacteur de la revue médecine/sciences.

## Distinctions
- Chevalier de la Légion d'honneur[9]

## Nominations scientifiques
- Membre de la commission scientifique spécialisée de l’Inserm “Génétique, immunologie et pathologie moléculaire” (1964-1967).
- Membre du conseil scientifique de l'Inserm (1970-1974).
- Membre du comité de biologie moléculaire de la Délégation générale à la recherche scientifique et technique - DGRST (1963-1967).
- Membre du conseil scientifique de l'Association française contre les myopathies (AFM) dans les années 1980.
- Président d'honneur de l'association Vaincre les maladies lysosomiales.

## Publications

### Ouvrages scientifiques
- Dreyfus JC, Schapira G. Le fer - Biochimie, physiologie, pathologie (préface du professeur Robert Debré), Paris, 1958.
- (en) Dreyfus JC, Schapira G. Biochemistry of hereditary myopathies, Charles C Thomas, Springfield, IIl, USA, 1962.
- Schapira G, Dreyfus JC, Pathologie moléculaire, Éditions Masson, Paris, 1975.

### Autres ouvrages
- Jean-Claude Dreyfus, Souvenirs lointains de Buchenwald et de Dora, 1943-1945 (préface d'Axel Kahn, post face de Martine Dreyfus), La cause des livres, Paris, février 2009.
- Jean-Claude Dreyfus, Le médecin juif errant, 1940-1943 (préface de Denis Peschanski), La cause des livres, Paris, février 2009.